# アダプト・プログラム
アダプト・プログラム (英語：Adopt program) は、市民と行政が協働で進める清掃活動をベースとしたまち美化プログラム。アダプト (Adopt) とは英語で「○○を養子にする」の意味。一定区画の公共の場所を養子にみたて、市民がわが子のように愛情をもって面倒をみ（清掃美化を行い）、行政がこれを支援する制度。一部地域ではアドプト・プログラムと表記している。

## 概要
道路や河川、公園などの管理責任者は国、都道府県、市町村であり、管理責任者ごとにプログラムが導入されている。市民はその一定区間を預かりうけ、清掃活動などを実施する。

## 特徴
- 市民と行政による協働事業であり、役割分担がされる。

市民の役割の例…清掃活動、除草、花植え、違法広告撤去、砂まき（豪雪地帯等）など
行政の役割の例…清掃に必要な用具の貸与、ごみの回収、サインボードの設置、ボランティア保険の加入など
- 合意書による締結 - 役割分担を明記し、市民と自治体が調印する
- サインボード - 活動場所に設置。団体名やプログラム名が記載されている。
- まちの美化を目的とした環境美化事業としてだけでなく、市民協働事業の一環として導入されることもある。

## アメリカのアダプト・プログラム
1985年、ハイウェイにおける散乱ごみの清掃費の削減を目的にアメリカ・テキサス州で始まった。従来からある道路清掃ボランティアをベースに発展させ，独自にプログラム化。1985年テキサス州で初めて導入されてから10年でほぼ全米に広がる。活動目的は清掃美化と経費削減とはっきりしている。契約社会であるため、合意書の力が強い。州の運輸局が担当。

## 日本における導入事例
1998年、徳島県神山町で初めて導入。以後、日本全国で400以上の自治体（都道府県・市町村）で導入され、500以上のプログラムが稼働している。（2011年末現在） 